# Tour des Flandres 1979
Le Tour des Flandres 1979 est la 63e édition du Tour des Flandres. La course a lieu le 1er avril 1979, avec un départ à Saint-Nicolas et une arrivée à Meerbeke sur un parcours de 267 kilomètres. 
Le Néerlandais Jan Raas s'impose en solitaire à Meerbeke,.

## Classement final
|    | Coureur           | Pays     | Équipe                | Temps           |
| -- | ----------------- | -------- | --------------------- | --------------- |
| 1  | Jan Raas          | Pays-Bas | Ti-Raleigh-McGregor   | 6 h 31 min 00 s |
| 2  | Marc Demeyer      | Belgique | Flandria-Cava Seul    | + 1 min 04 s    |
| 3  | Daniel Willems    | Belgique | IJsboerke-Warncke     | + 1 min 15 s    |
| 4  | Marc Renier       | Belgique | Kas-Campagnolo        | m.t.            |
| 5  | Piet van Katwijk  | Pays-Bas | Ti-Raleigh-McGregor   | m.t.            |
| 6  | Jos Schipper      | Pays-Bas | Zeepcentrale Marc     | m.t.            |
| 7  | Hennie Kuiper     | Pays-Bas | Peugeot-Esso-Michelin | m.t.            |
| 8  | Walter Godefroot  | Belgique | IJsboerke-Warncke     | m.t.            |
| 9  | Guido Van Calster | Belgique | DAF Trucks            | + 1 min 20 s    |
| 10 | Joop Zoetemelk    | Pays-Bas | Miko-Mercier          | + 1 min 25 s    |